# Saison 3 de Kyle XY
Chronologie
Saison 2
Cet article présente le guide de la troisième saison de la série télévisée Kyle XY.
Ce classement, établi par les réalisateurs de l'adaptation française, a semé le trouble chez les téléspectateurs (qui croyaient voir les épisodes inédits sur M6 à partir du mois d'avril) mais a également créé une controverse, notamment pour les fans de la série, qui en croyant acheter le DVD de la saison 3 (nommé 3.0) ont eu en réalité les dix derniers épisodes de la saison 2.
En juillet 2009, RTL TVI était la seule chaîne francophone à avoir diffusé cette saison inédite.

## Épisodes

### Épisode 1:Tout pour elle
- États-Unis : 12 janvier 2009 sur ABC Family
- Belgique : 20 juin 2009 sur RTL-TVI
- France : 31 janvier 2010 sur W9

### Épisode 2:Prédictions
- États-Unis : 19 janvier 2009 sur ABC Family
- Belgique : 20 juin 2009 sur RTL-TVI
- France : 31 janvier 2010 sur W9

### Épisode 3:Un baiser électrique
- États-Unis : 26 janvier 2009 sur ABC Family
- Belgique : 27 juin 2009 sur RTL-TVI
- France : 31 janvier 2010 sur W9

### Épisode 4:Camaraderie masculine
- États-Unis : 2 février 2009 sur ABC Family
- Belgique : 27 juin 2009 sur RTL-TVI
- France : 7 février 2010 sur W9

### Épisode 5:Question de Vie ou de Mort
- États-Unis : 9 février 2009 sur ABC Family
- Belgique : 4 juillet 2009 sur RTL-TVI
- France : 7 février 2010 sur W9

Alors qu’il roule tranquillement, Kyle a un accident de voiture avec une jeune femme nommée Gretchen qui est d’ailleurs sur le point d’accoucher. Nicole reste coincée dans la voiture, elle ne peut donc aider Gretchen qu'à distance.

### Épisode 6:Tout a un prix
- États-Unis : 16 février 2009 sur ABC Family
- Belgique : 4 juillet 2009 sur RTL-TVI
- France : 7 février 2010 sur W9

### Épisode 7:Atomes crochus
- États-Unis : 23 février 2009 sur ABC Family
- Belgique : 4 juillet 2009 sur RTL-TVI
- France : 14 février 2010 sur W9

### Épisode 8:En plein cœur
- États-Unis : 2 mars 2009 sur ABC Family
- Belgique : 11 juillet 2009 sur RTL-TVI
- France : 14 février 2010 sur W9

### Épisode 9:Devine qui vient dîner?
- États-Unis : 9 mars 2009 sur ABC Family
- Belgique : 11 juillet 2009 sur RTL-TVI
- France : 14 février 2010 sur W9

### Épisode 10:Affaire familiale
- États-Unis : 16 mars 2009 sur ABC Family
- Belgique : 11 juillet 2009 sur RTL-TVI
- France : 14 février 2010 sur W9

Il s'agit du dernier épisode de la série.